# Honey Brook (Pennsylvanie)
Honey Brook est un borough situé au nord-ouest du comté de Chester, en Pennsylvanie, aux États-Unis,. En 2010, il comptait une population de 1 713 habitants. Il est incorporé le 1er mai 1891.

## Démographie
Lors du recensement de 2010, le borough comptait une population de 1 713 habitants. Elle est estimée, en 2019, à 1 888 habitants.

### Source de la traduction
- (en) Cet article est partiellement ou en totalité issu de l’article de Wikipédia en anglais intitulé « Honey Brook, Pennsylvania » (voir la liste des auteurs).